# Renault Kadjar
Le Renault Kadjar est un SUV compact du constructeur automobile français Renault présenté en février 2015 et commercialisé de 2015 à 2022. Il utilise la plateforme technique modulaire CMF-C/D développée par Renault-Nissan, utilisée notamment par le Nissan Qashqai. Il est remplacé par l'Austral, produit à partir de 2022.

## Présentation
Le Renault Kadjar est assemblé à Palencia, en Espagne pour être commercialisé en Europe, dans la majorité des pays du bassin méditerranéen et en Afrique. De 2016 à 2020, il est également produit en Chine pour le marché local,,. Le nom de code en interne de la version produite en Espagne est XFE et celui de la version produite en Chine est XZH.
Le Kadjar est en concurrence avec son cousin le Nissan Qashqai II, mais aussi avec les autres SUV compacts généralistes comme le Peugeot 3008 II et Citroën C5 Aircross.
Selon les services de communication de Renault, le nom Kadjar se décompose en deux parties « kad » et « jar » : "KAD s'inspire directement de "quad" [...] alors que JAR rappelle à la fois les mots "agile" et "jaillir"". Pourtant, le terme Kadjar n'est pas inédit, puisqu'il désigne la dynastie Kadjar, ayant régné sur les terres iraniennes de 1785 à 1925. Il est à noter que le nom du Nissan Qashqai, dont le Kadjar reprend le base technique, est lui aussi repris de la culture iranienne (peuples Qashqā'i),. 

Renault Kadjar phase 1
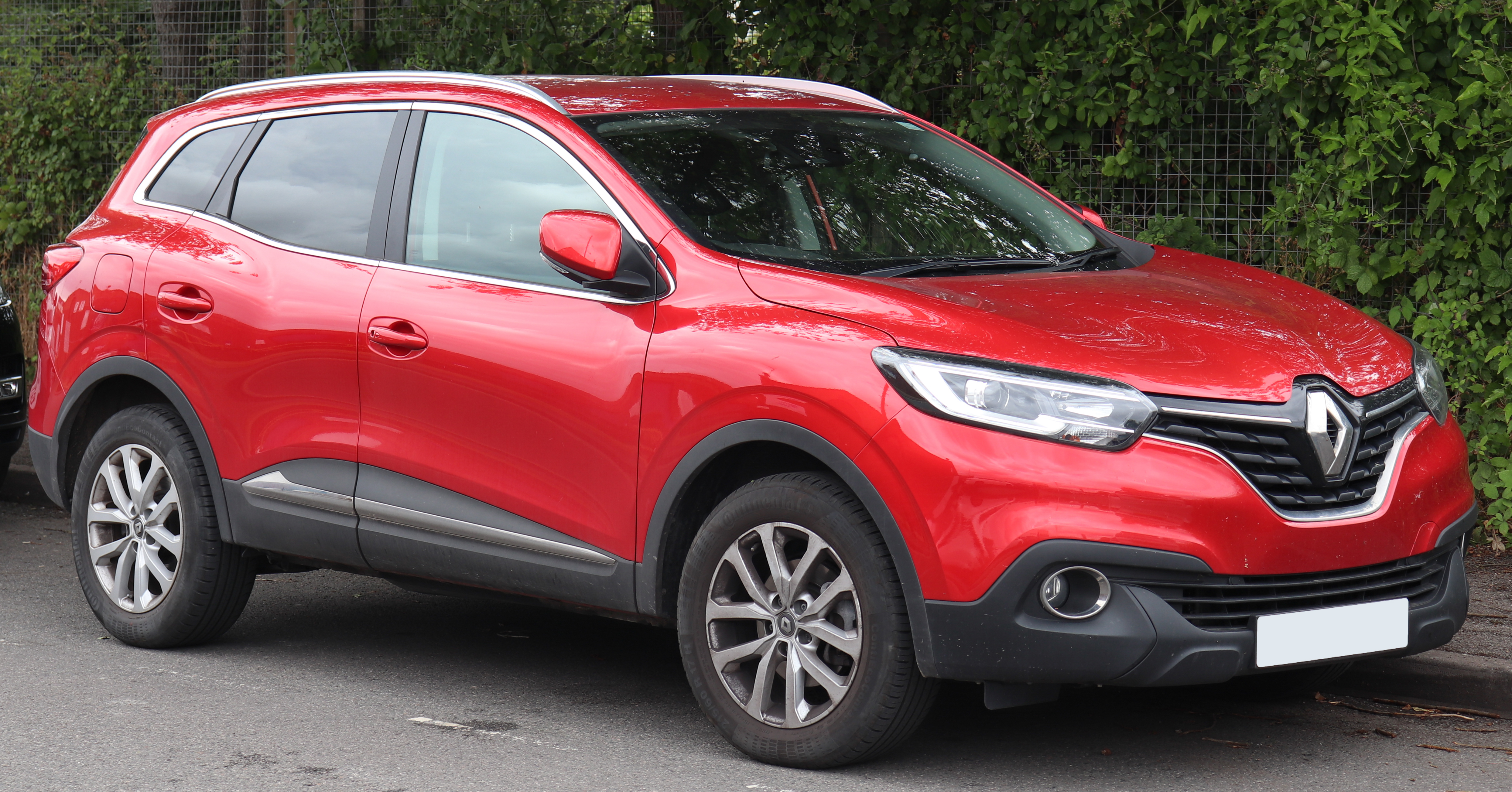
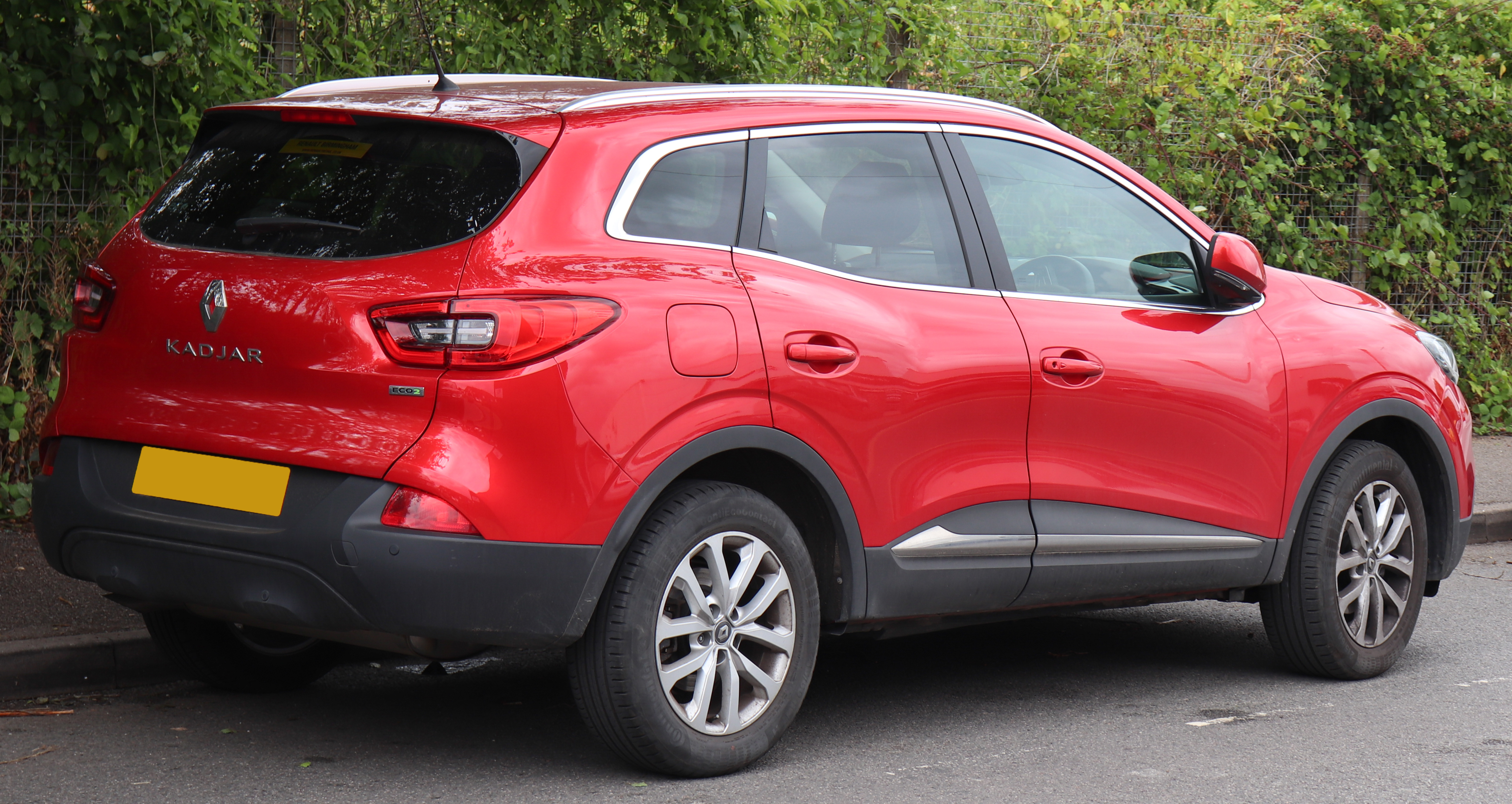

### Phase 2
En 2018, le Kadjar est restylé  la calandre reçoit des barrettes chromées, de nouveaux boucliers avec des inserts métalliques en forme de "C" incluant les antibrouillards et à l'arrière des sorties d'échappement plus factices tandis que les feux bicolores intègrent des fonctions de clignotants, feux de recul et antibrouillards à LED. Il soigne également ses motorisations pour gagner quelques grammes de CO2 et abaisser ses consommations . Le design de la phase 2 du Kadjar est dirigée par l'équipe de Laurens Van Den Acker.
En mai 2022, les tarifs augmentent de 600 €, portant le premier prix en France à 32 400 €.
La fabrication du Kadjar prend fin mi-juillet 2022, après 685 261 exemplaires produits sur les sites de Palencia et de Wuhan.

Renault Kadjar phase 2
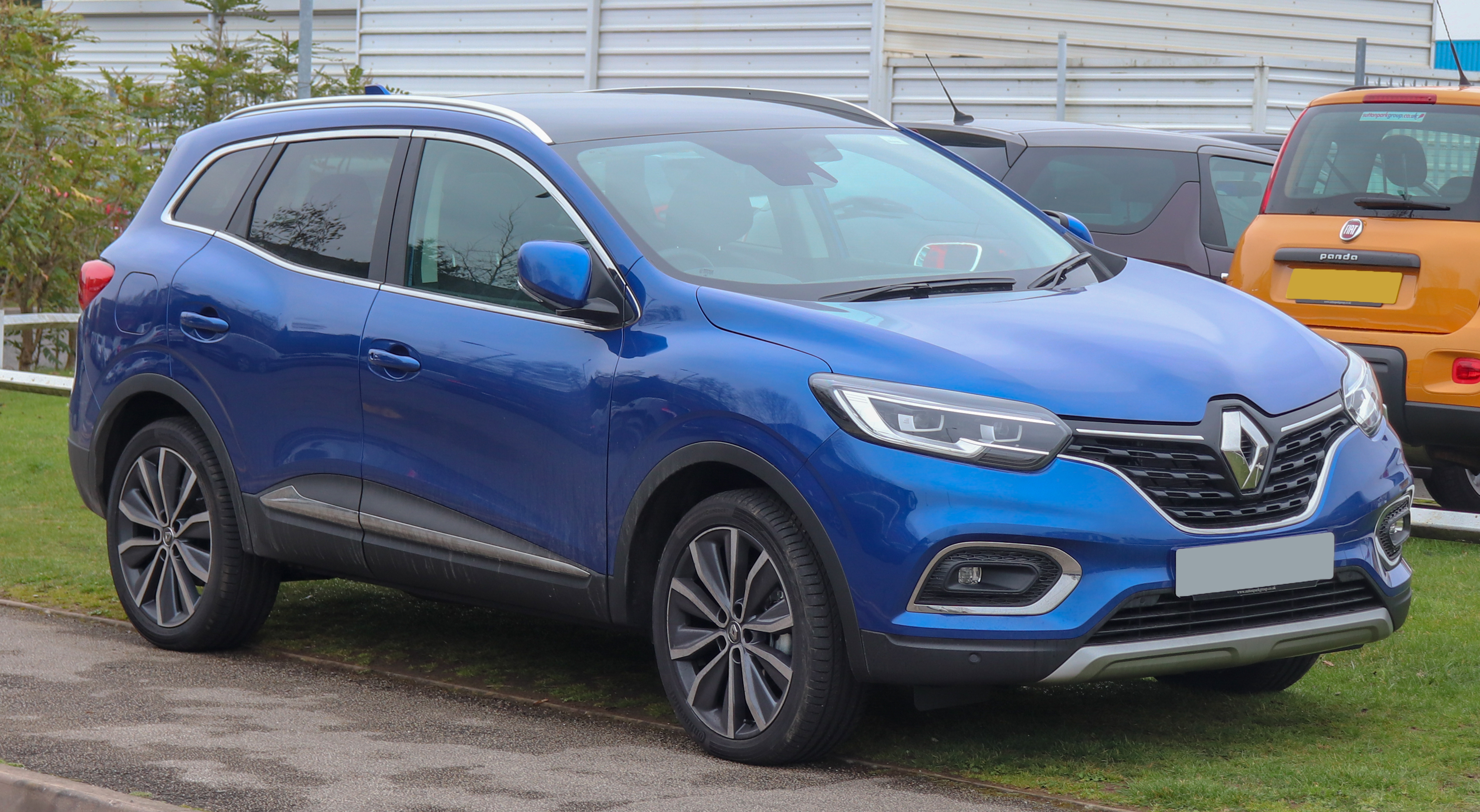
Renault Kadjar phase 2.
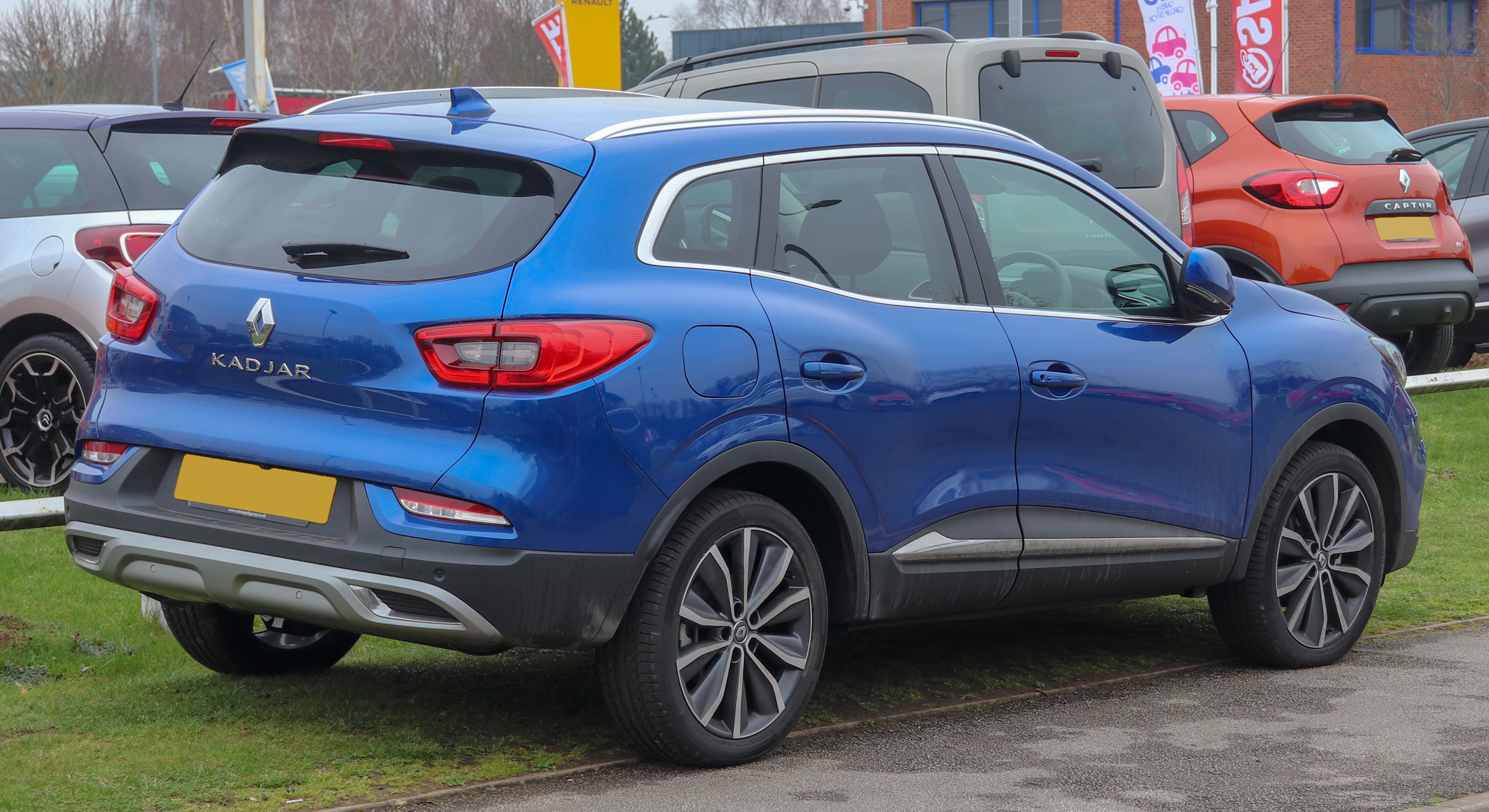
Renault Kadjar phase 2.
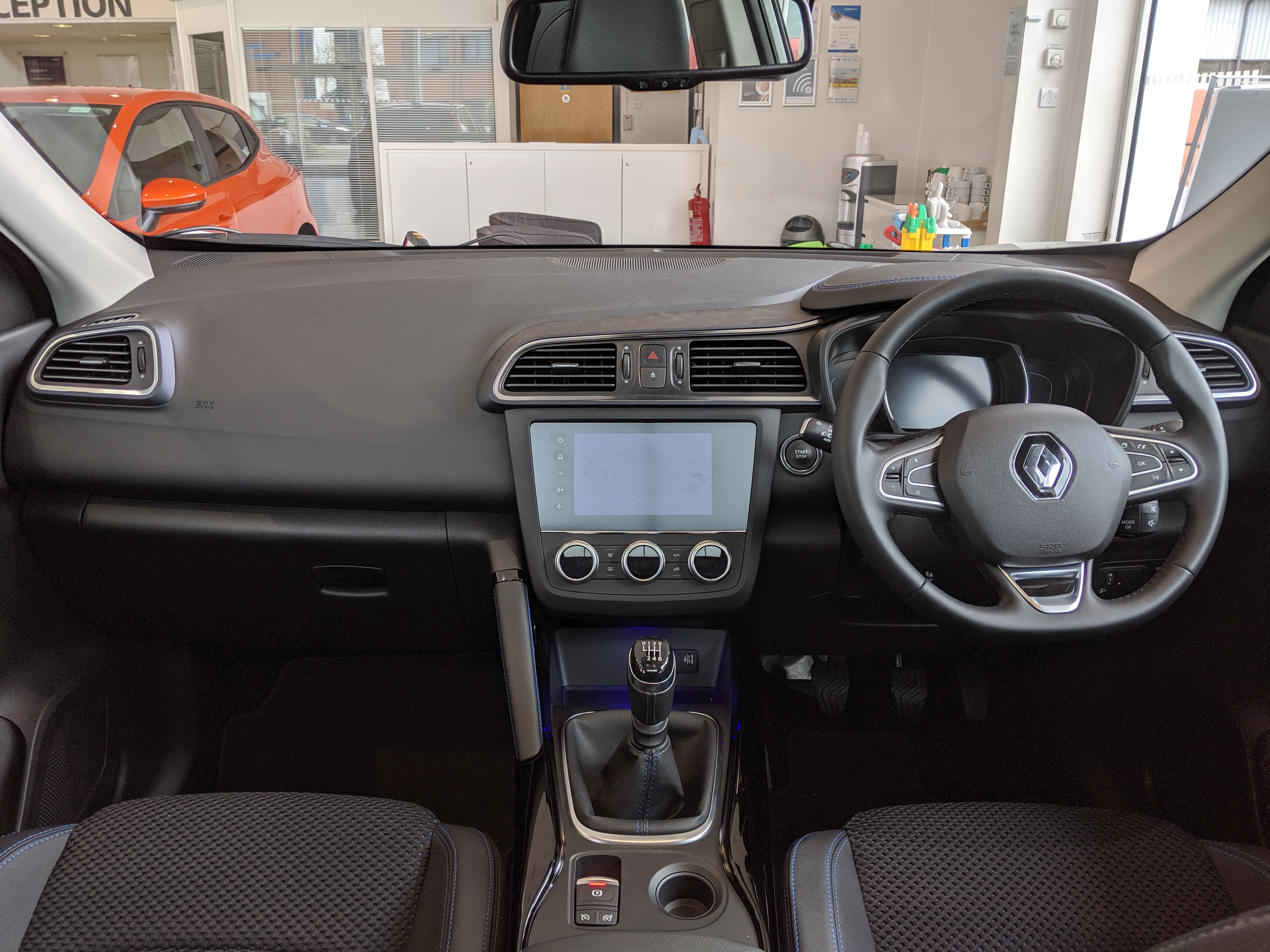
Intérieur (conduite à droite).

## Caractéristiques techniques
Renault Kadjar avait une note de cinq étoiles Euro NCAP en 2015.

### Motorisations
|                            | 1.5 dCi                | 1.5 dCi                | 1.5 Blue dCi                                               | 1.5 Blue dCi                                               | 1.6 dCi                | 1.6 dCi                | 1.7 Blue dCi           | 1.7 Blue dCi           | 1.2 TCe                | 1.2 TCe                | 1.3 TCe FAP            | 1.3 TCe FAP            | 1.3 TCe FAP            | 1.3 TCe FAP            | 1.6 TCe,               |
| -------------------------- | ---------------------- | ---------------------- | ---------------------------------------------------------- | ---------------------------------------------------------- | ---------------------- | ---------------------- | ---------------------- | ---------------------- | ---------------------- | ---------------------- | ---------------------- | ---------------------- | ---------------------- | ---------------------- | ---------------------- |
| Types moteurs              | K9K                    | K9K                    | K9K                                                        | K9K                                                        | R9M                    | R9M                    | R9N                    | R9N                    | H5F                    | H5F                    | H5H                    | H5H                    | H5H                    | H5H                    | M5M                    |
| Alimentation               | Turbocompressé         | Turbocompressé         | Turbocompressé                                             | Turbocompressé                                             | Turbocompressé         | Turbocompressé         | Turbocompressé         | Turbocompressé         | Turbocompressé         | Turbocompressé         | Turbocompressé         | Turbocompressé         | Turbocompressé         | Turbocompressé         | Turbocompressé         |
| Cylindrée                  | 1 461 cm3              | 1 461 cm3              | 1 461 cm3                                                  | 1 461 cm3                                                  | 1 598 cm3              | 1 598 cm3              | 1 749 cm3              | 1 749 cm3              | 1 197 cm3              | 1 197 cm3              | 1 332 cm3              | 1 332 cm3              | 1 332 cm3              | 1 332 cm3              | 1 618 cm3              |
| Norme environnementale     | Euro 6                 | Euro 6                 | Euro 6                                                     | Euro 6                                                     | Euro 6                 | Euro 6                 | Euro 6                 | Euro 6                 | Euro 6                 | Euro 6                 | Euro 6                 | Euro 6                 | Euro 6                 | Euro 6                 | Euro 6                 |
| Alésage (mm) / course (mm) | 76 / 80,5              | 76 / 80,5              | 76 / 80,5                                                  | 76 / 80,5                                                  | 80 / 79,5              | 80 / 79,5              | 80 / 87                | 80 / 87                | 72,2 / 73,1            | 72,2 / 73,1            | 72,2 / 81,3            | 72,2 / 81,3            | 72,2 / 81,3            | 72,2 / 81,3            | 79,7 / 81,1            |
| Architecture               | 4-cylindres en ligne   | 4-cylindres en ligne   | 4-cylindres en ligne                                       | 4-cylindres en ligne                                       | 4-cylindres en ligne   | 4-cylindres en ligne   | 4-cylindres en ligne   | 4-cylindres en ligne   | 4-cylindres en ligne   | 4-cylindres en ligne   | 4-cylindres en ligne   | 4-cylindres en ligne   | 4-cylindres en ligne   | 4-cylindres en ligne   | 4-cylindres en ligne   |
| Puissance maximale         | 110 ch à 4 000 tr/min  | 110 ch à 4 000 tr/min  | 115 ch à 3 750 tr/min overpower - 120 ch à 3 500 tr/min    | 115 ch à 3 750 tr/min overpower - 120 ch à 3 500 tr/min    | 130 ch à 4 000 tr/min  | 130 ch à 4 000 tr/min  | 150 ch à 3 500 tr/min  | 150 ch à 3 500 tr/min  | 130 ch à 5 500 tr/min  | 130 ch à 5 500 tr/min  | 140 ch à 5 000 tr/min  | 140 ch à 5 000 tr/min  | 160 ch à 5 500 tr/min  | 160 ch à 5 500 tr/min  | 165 ch à 5 200 tr/min  |
| Couple maximal             | 260 N m à 1 750 tr/min | 250 N m à 1 750 tr/min | 270 N m à 1 750 tr/min overtorque - 295 N m à 2 000 tr/min | 270 N m à 1 750 tr/min overtorque - 295 N m à 2 000 tr/min | 320 N m à 1 750 tr/min | 320 N m à 1 750 tr/min | 340 N m à 1 750 tr/min | 340 N m à 1 750 tr/min | 205 N m à 2 000 tr/min | 205 N m à 2 000 tr/min | 240 N m à 1 600 tr/min | 240 N m à 1 600 tr/min | 260 N m à 1 750 tr/min | 270 N m à 1 800 tr/min | 240 N m à 2 000 tr/min |
| Boîte de vitesses          | BVM6                   | EDC6                   | BVM6                                                       | EDC7                                                       | BVM6                   | BVM6                   | BVM6                   | BVM6                   | BVM6                   | EDC7                   | BVM6                   | EDC7                   | BVM6                   | EDC7                   | BVM6                   |
| Transmission               | 2WD                    | 2WD                    | 2WD                                                        | 2WD                                                        | 2WD                    | 4WD                    | 2WD                    | 4WD                    | 2WD                    | 2WD                    | 2WD                    | 2WD                    | 2WD                    | 2WD                    | 2WD                    |
| Vitesse maximale           | 182                    | 181                    | 189                                                        | 189                                                        | 190                    | 190                    |                        |                        | 192                    | 192                    | 203                    | 203                    | 210                    | 210                    | 205                    |
| 0-100 km/h                 | 11,9                   | 11,7                   | 11,7                                                       | 11,5                                                       | 9,9                    | 10,5                   |                        |                        | 10,1                   | 10,7                   | 10,4                   | 9,6                    | 9,9                    | 9,3                    | 9,2                    |
| Consommation (en L/100 km) | 3,8-3,9                | 3,9                    | 4,4                                                        | 4,3                                                        | 4,5                    | 4,9                    |                        | 5,2                    | 5.6                    | 5.6                    | 5,9                    | 5,6                    | 5,9                    | 5,6                    | 6,2                    |
| Émissions de CO2 (en g/km) | 99-103                 | 103                    | 115                                                        | 113                                                        | 117                    | 129                    |                        | 136                    | 126                    | 126                    | 135                    | 133                    | 135                    | 133                    | 139                    |

## Design
À l'extérieur
- Le style extérieur a été amélioré, avec une face avant élargie, des inserts chromés, des surfaces peintes couleur carrosserie, ou encore des nouvelles jantes en 17 et 19 pouces.
- Trois nouvelles couleurs sont disponibles : "Vert Oural", "Bleu Iron" et "Gris Highland".
- La nouvelle signature lumineuse de Renault en forme de C a été ajoutée sur les feux à LED. Les feux antibrouillards sont eux aussi à LED et deviennent rectangulaires. Les clignotants arrière passent en LED également, et les feux de recul et de brouillard arrière sont « intégrés au bouclier ».

À l'intérieur
- Un nouvel écran tactile de 7 pouces a été installé sur la console centrale. Renault promet « une meilleure luminosité et une sensibilité améliorée ». Il intègre le système multimédia R-Link 2.
- La qualité globale a été améliorée, avec des inserts de chrome sur « les contours d'aérateurs, les poignées de portières et la console centrale ».
- Les commandes de vitre et de rétroviseurs sur les portières sont maintenant rétro-éclairées.
- De nouvelles selleries sont disponibles, avec même de l'Alcantara pour la finition Black Edition, qui vient « coiffer la gamme ».
- Les commandes de climatisation ont été travaillées pour gagner « en modernité et en ergonomie ». Il y a maintenant trois boutons rotatifs qui intègrent désormais un affichage de température et de ventilation digital.
- La longueur d'assise des sièges peut maintenant être réglée. Les sièges sont garnis « d'une mousse à double densité pour gommer la fatigue sur les longs trajets », et sont dotés de renforts latéraux pour « un meilleur maintien ».
- Des aérateurs ont été intégrés à l'arrière, « au dos de la console centrale ».
- Renault annonce un volume de coffre à 527 litres, qui peut peut-être augmenté à 1 478 litres en rabattant la banquette arrière qui sera dotée de poignées Easy Break. Le siège passager avant pourra aussi être rabattu.
- Les porte-gobelets à l'avant ont été agrandis, et le vide-poches situé devant le levier de vitesses est éclairé.
- Le système R-Link pourra fonctionner avec Android Auto et Apple CarPlay. Des prises USB ont aussi été ajoutées à l'arrière.

Pour rappel, le Kadjar reprend les bases du SUV et intègre la catégorie des SUV compacts pour contrer notamment le Peugeot 3008, le Nissan Qashqai ou le Volkswagen Tiguan. Sur ce segment, on retrouve également les nouveaux BMW X1 et Hyundai Tucson. Pour se faire une place, Renault peut compter sur l'expérience de sa firme cousine Nissan. Le Kadjar s'appuie justement sur la plateforme du Qashqai. Au niveau du look, on retrouve un caractère affirmé, rond, des ailes larges et un capot bombé qui devient peu à peu la marque de Renault (la berline Talisman reprend aussi ce code). Son style global reste plutôt consensuel pour un SUV compact plus grand que la plupart de ses rivaux. Il affiche ainsi 4,45 mètres de long, plus que le Scénic (4,34m) ou la nouvelle Mégane 4 (4,30m). Il est surtout plus long que ses rivaux, le Peugeot 3008 et ses 4,36 mètres, le Nissan Qashqai (4,38m) ou le Volkswagen Tiguan (4,42m). En hauteur en revanche, il se positionne dans la moyenne de la catégorie avec 1,60m de haut.

## Finitions
Sept finitions sont disponibles : Life, Zen, Intens, Bose Édition, Business, Édition One, Black Edition, Graphite
| Finition               | Conduite | Confort | Aspects pratiques                                                           | Style                                                                     | Options |
| ---------------------- | --- | --- | --------------------------------------------------------------------------- | ------------------------------------------------------------------------- | --- |
| Life                   | Aide au démarrage en côte, régulateur-limiteur de vitesse | Climatisation manuelle, 4 vitres électriques, radio CD MP3, Bluetooth, reconnaissance vocale, prise USB et jack, rétroviseurs électriques et dégivrants | Banquette arrière 1/3 – 2/3                                                 | jantes alliage 17", volant cuir, feux de jour à LED                       | Pack R-Link 2 (800 €), Peinture métallisée (620 €), Peinture métallisée spéciale (720 €), roue de secours galette (120 €) |
| Zen (Life + ...)       | Aide au parking arrière, alerte de franchissement de file, capteurs de pluie et de luminosité, feux de route automatiques, reconnaissance des panneaux de signalisation, | Carte d’accès et démarrage mains-libres, climatisation automatique bizone                                                                               | Barres de toit chromées, coffre compartimentable                            | Vitres et lunettes arrière sur-teintées                                   | Pack R-Link 2 (800 €), Toit en verre fixe et rétroviseur électrochrome (600 €), Caméra de recul + aide au parking AV/AR (400 €), Extended grip (250 €), Jantes alliage 19‘’ (500 €), Peinture métallisée (620 €), Peinture métallisée spéciale (720 €), roue de secours galette (120 €) |
| Business (Zen + ...)   | Aide au parking avant | Système multimédia R-Link 2 (GPS, etc.) |                                                                             |                                                                           | Pack sécurité (450 €), Peinture métallisée (620 €), Peinture métallisée spéciale (720 €), roue de secours galette (120 €) |
| Edition One (Zen +...) | Aide au parking avant | | Fonction Easy Break de la banquette arrière, siège passager avant repliable | Jantes alliage 19”                                                        | Caméra de recul + aide au parking AV/AR (400 €), Pack sécurité (450 €), Extended grip (250 €), Toit en verre fixe et rétroviseur électrochrome (600 €), Peinture métallisée (620 €), Peinture métallisée spéciale (720 €), roue de secours galette (120 €)                              |
| Intens (Zen + ...)     | Aide au parking avant et latérale, caméra de recul ; détecteur d’angle mort, freinage actif d’urgence                                                                    | Système multimédia R-Link 2 (GPS, etc.) | Fonction Easy Break de la banquette arrière, siège passager avant repliable | Jantes alliage 19”, projecteurs avant full LED, sellerie mixte cuir/tissu | Extended grip (250 €), Toit en verre fixe et rétroviseur électrochrome (600 €), Pack cuir (1 600 €), Bose sound system (600 €), Peinture métallisée (620 €), Peinture métallisée spéciale (720 €), roue de secours galette (120 €)                                                      |

### Séries limitées
- Armor-Lux (basée sur la finition Intens)[18], est disponible en quatre couleurs (bleu Cosmos, gris Titanium, blanc Nacré ou blanc Glacier) :
  - caméra de recul ;
  - détecteur d’angle mort ;
  - Easy Park Assist ;
  - freinage actif d’urgence ;
  - jantes alliages de 19 pouces ;
  - motif rayé à l’arrière, sur les passages de roue et sur le volant en cuir Nappa ;
  - phares à LED Pure Vision ;
  - sellerie mixte similicuir/tissu ;
  - système multimédia R-Link 2.

- ESF (École de ski française)[19] sur la base de la finition Black Edition, avec le moteur essence 1.3 TCe 140 et la boîte automatique EDC (300 exemplaires) :
  - carte main-libre ;
  - seuil de portes siglés "ESF" ;
  - marchepieds ;
  - caches de jantes rouges ;
  - suspensions spécifiques.

- Wave
  - sellerie spécifique avec surpiqûres bleues ;
  - tablette tactile 7 pouces ;
  - climatisation régulée bi-zone ;
  - calandre avant et un bouclier arrière avec inserts chromés ;
  - jonc chromé des protections inférieures de portes ;
  - jantes 18 pouces "diamantées" ;
  - barres de toit ;
  - antenne requin.

- Graphite
- Limited
- Team Rugby (500 exemplaires)[20]

- Black Edition
  - sellerie en Alcantara ;
  - ciel de pavillon de couleur noire ;
  - jantes alliage de 19 pouces ;
  - skis de protection avant et arrière ;
  - rétroviseurs noirs.

## Production et ventes

### En France
Le Renault Kadjar est produit dans deux usines différentes : 
- Palencia (Castille-et-León)
- Wuhan (Hubei)

Le graphique ci-dessous représente le nombre de Kadjar immatriculés en tant que voitures particulières en France durant toutes les années de sa carrière.
À noter qu'en 2015, les exemplaires de Kadjar ont commencé à être produits en cours d'année. Les chiffres des années 2020 et 2021 sont à interpréter différemment à cause de la pandémie de Covid-19 qui a engendré d'importants problèmes économiques (fermetures d'usines, confinements, pénurie de semi-conducteurs…).
Pour des raisons techniques, il est temporairement impossible d'afficher le graphique qui aurait dû être présenté ici.

Les données des tableaux suivants sont issues des dossiers de presse mensuels réalisés par le CCFA. Elles concernent le nombre de voitures immatriculées en France en tant que voitures particulières.
| Année | Nombre de véhicules immatriculés | Évolution par rapport à l'année précédente | Position dans le classement des véhicules les plus immatriculés |
| ----- | -------------------------------- | ------------------------------------------ | --------------------------------------------------------------- |
| 2015  | 21 069                           | -                                          | 22e/100                                                         |
| 2016  | 38 145                           | + 81 %                                     | 12e/100                                                         |
| 2017  | 31 522                           | - 17 %                                     | 13e/100                                                         |
| 2018  | 27 176                           | - 14 %                                     | 16e/100                                                         |
| 2019  | 28 982                           | + 7 %                                      | 17e/100                                                         |
| 2020  | 19 679                           | - 32 %                                     | 19e/100                                                         |
| 2021  | 11 338                           | - 42 %                                     | 37e/100                                                         |

| Année | Part de marché en France |
| ----- | ------------------------ |
| 2015  | 1,1 %                    |
| 2016  | 1,9 %                    |
| 2017  | 1,5 %                    |
| 2018  | 1,3 %                    |
| 2019  | 1,3 %                    |
| 2020  | 1,2 %                    |
| 2021  | 0,7 %                    |

## Résultats aux crash tests
Le Renault Kadjar obtient 5 étoiles lors de son crash test Euro NCAP en septembre 2015. Le modèle testé, un 1.5 dCi Zen a obtenu :
- 89 % pour la protection adulte ;
- 81 % pour celle des enfants ;
- 74 % pour celle des piétons ;
- 71 % pour ses équipements de sécurité.

## Publicité

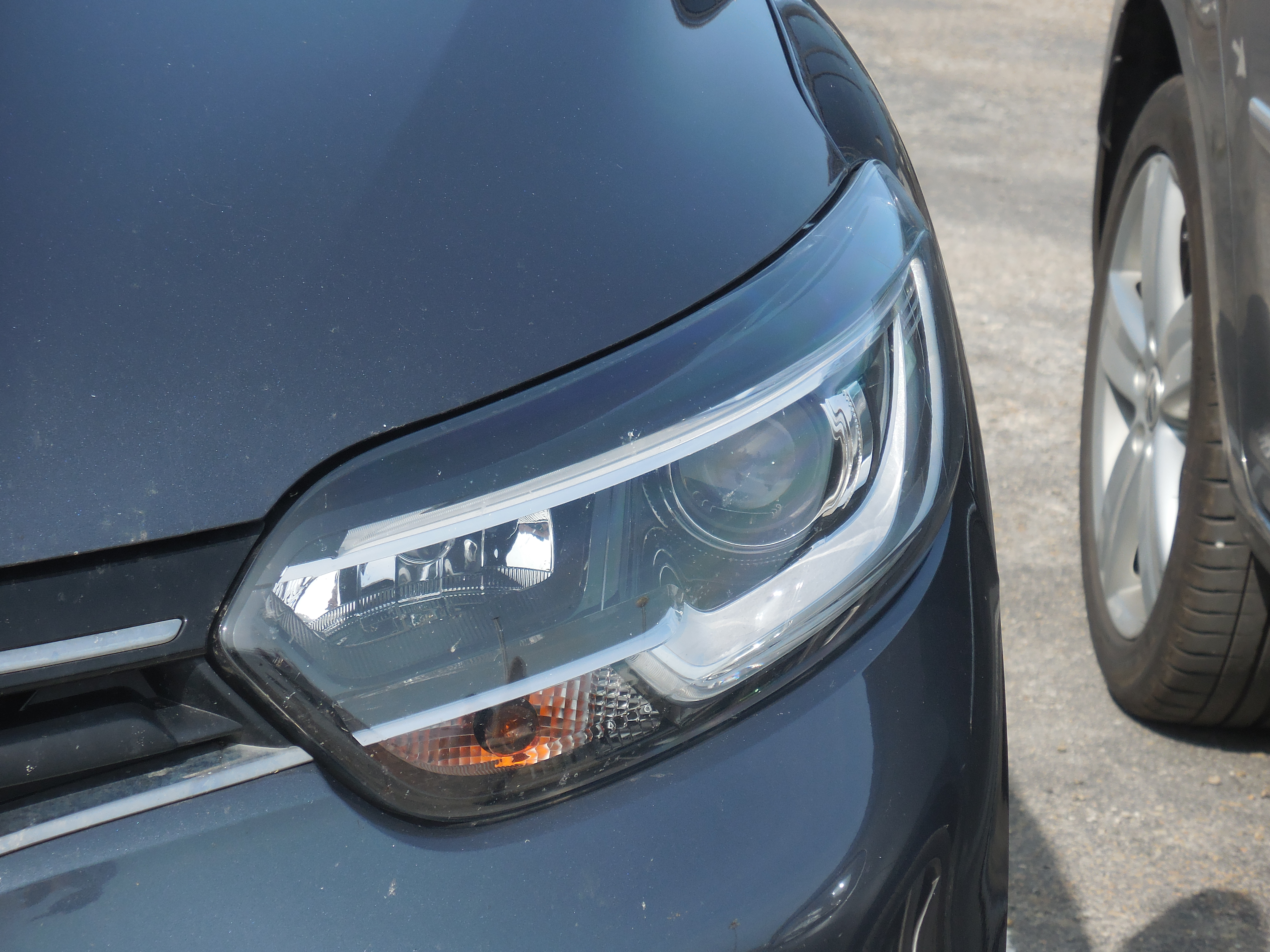
Feux halogènes avec feux de jour à LED.

La musique du spot publicitaire du Renault Kadjar est la chanson Silver Lining du groupe First Aid Kit.